# Wikielec (powiat braniewski)
Wikielec (niem. Wecklitzmühle) – kolonia w Polsce, położona w województwie warmińsko-mazurskim, w powiecie braniewskim, w gminie Braniewo.
| SIMC    | Nazwa  | Rodzaj        |
| ------- | ------ | ------------- |
| 0148702 | Prętki | część kolonii |

W latach 1975–1998 kolonia administracyjnie należała do województwa elbląskiego. Kolonia znajduje się w historycznym regionie Warmia.